# Funaria hosseusii
Funaria hosseusii là một loài Rêu trong họ Funariaceae. Loài này được E.B. Bartram mô tả khoa học đầu tiên năm 1939.